# Квинт Гортензий Гортал
Квинт Горте́нзий Горта́л (лат. Quintus Hortensius Hortalus; вторая половина 114 — июнь 50 гг. до н. э.) — римский политический деятель и оратор из плебейского рода Гортензиев, консул 69 года до н. э. Принадлежал к «партии» оптиматов, но в гражданских войнах между сулланцами и марианцами не участвовал, а когда марианцы заняли Рим (87 год до н. э.), остался в городе. В 70-е годы до н. э. начал политическую карьеру, вершиной которой стал в 69 году до н. э. консулат. Будучи консулом, Квинт Гортензий отказался от наместничества в Македонии и командования в войне с критскими пиратами, а после этого начал отходить от политики.
Карьеру оратора Квинт Гортензий начал в 95 году до н. э. Он участвовал в ряде резонансных процессов в качестве защитника и некоторое время (в 87—82 и 74—70 годах до н. э.) считался самым выдающимся мастером красноречия в Риме. Потерпев поражение в деле Верреса в 70 году до н. э., Гортал уступил первенство Марку Туллию Цицерону. Тем не менее почти до самой смерти он выступал в суде, чаще всего в качестве коллеги Цицерона по защите.

## Биография

### Происхождение
Представители плебейского рода Гортензиев упоминаются в источниках, начиная с 287 года до н. э., когда один из них был назначен диктатором (Тит Ливий сообщает о народном трибуне 422 года до н. э. Луции Гортензии, но это, возможно, вымышленный персонаж). В 170 году до н. э. Луций Гортензий занимал должность претора. Отец Квинта Гортензия, тоже Луций, поднялся в своей карьере, как минимум, до претуры и управлял Сицилией; некоторые исследователи считают возможным его отождествление с Гортензием, который был избран консулом на 108 год, но вскоре потерял эту должность из-за обвинительного приговора суда. Прозвище «Гортал» (Hortalus) первым носил Луций Гортензий.
Луций Гортензий был женат на дочери Гая Семпрония Тудитана, консула 129 года до н. э. Помимо Квинта, у него была ещё дочь, жена Марка Валерия Мессалы, который служил легатом под началом Гая Мария в 90 году до н. э. Либо сестрой, либо дочерью этого Мессалы (а в последнем случае и племянницей Гортала) была Валерия, последняя жена Луция Корнелия Суллы; сыном Гортензии был Марк Валерий Мессала Руф, консул 53 года до н. э. Предположительно, какие-то родственные связи существовали между Горталом и Луцием Лицинием Лукуллом.
В источниках упоминается Луций Гортензий, участвовавший в Первой Митридатовой войне под началом Луция Корнелия Суллы. Это мог быть старший брат Квинта Гортензия. Впрочем, по мнению Фридриха Мюнцера, тот факт, что ещё до войны Луций занимал должность претора, уменьшает вероятность такого родства: между гипотетическими братьями была серьёзная разница в возрасте. А. Кивни предполагает, что эти двое Гортензиев были не более, чем «родственниками».
Известно, что Квинт Гортензий неплохо знал историю своей семьи. В частности, он сообщал Цицерону сведения, касавшиеся карьеры его деда по матери.

### Ранние годы
Дату рождения Квинта Гортензия исследователи определяют на основании свидетельств Марка Туллия Цицерона в трактате «Брут». В частности, там сообщается, что Гортал был старше Цицерона на восемь лет, что ему было девятнадцать во время консульства Луция Лициния Красса и Квинта Муция Сцеволы «Понтифика» (95 год до н. э.) и что он прожил шестьдесят четыре года. Отсюда следует, что родился он во второй половине 114 года до н. э.
Свою общественную деятельность Квинт Гортензий начал в качестве оратора, причём его слава как мастера красноречия росла до 70 года до н. э. Он впервые выступил в суде в 95 году до н. э., когда ему было всего девятнадцать лет, став «защитником Африки». Квинтилиан упоминает Гортала в числе тех ораторов, которые в юношеском возрасте обвиняли «вредных граждан»; если речь идёт именно об этом процессе, то из этого сообщения следует, что Квинт Гортензий предъявил обвинение неизвестному по имени наместнику Африки, замеченному в злоупотреблениях властью. В любом случае, юный оратор заслужил одобрение слушателей, среди которых были и оба консула этого года — Луций Лициний Красс и Сцевола Понтифик, самые выдающиеся мастера красноречия той эпохи.
Следующее упоминание о Квинте Гортензии относится к 91 году до н. э., когда он защищал в суде царя Вифинии Никомеда III. В начавшейся вскоре Союзнической войне Гортал принимал участие в качестве контубернала (в 90 году) и военного трибуна (в 89 году); Р. Броутон предположил, что служил он под началом Луция Корнелия Суллы, который в 89 году одержал ряд побед над восставшими италиками в Кампании и Самнии. Насколько можно судить по сохранившимся источникам, это был единственный случай военной службы в карьере Квинта Гортензия.
В 88 году до н. э. внутриполитическая борьба в Риме переросла в гражданскую войну между «партиями» Гая Мария и Суллы. Гортал был связан с последней: он был женат на дочери Квинта Лутация Катула, видного оптимата и заклятого врага Мария. В 87 году до н. э. Марий и его союзник Луций Корнелий Цинна заняли Рим. Жертвами последовавшего за этим террора стали, помимо всех прочих, Катул и двое его братьев, а некоторые аристократы бежали из Рима — либо к Сулле, который в это время воевал на Балканах с Митридатом Понтийским, либо в Африку или Испанию. Но Гортал остался в Риме и мог по-прежнему выступать в суде. Бо́льшая часть видных ораторов 90-х годов до н. э. к тому времени сошла со сцены: Луций Лициний Красс скоропостижно умер от болезни (91 год до н. э.), Гай Аврелий Котта ушёл в изгнание (90 год), Публий Сульпиций был убит сулланцами (88 год), Марк Антоний и Гай Юлий Цезарь Страбон Вописк были убиты марианцами (87 год). В результате Квинт Гортензий стал первым оратором Рима.
Источники упоминают только одно дело, которое вёл Гортал при марианском режиме. Юный Гней Помпей (впоследствии Великий) был обвинён в присвоении добычи, захваченной его отцом в Аускуле в 89 году до н. э. Защитниками Помпея стали Квинт Гортензий, консуляр Луций Марций Филипп и будущий трёхкратный консул Гней Папирий Карбон; их не остановил тот факт, что семья Помпеев была настроена враждебно по отношению к марианцам (отец обвиняемого защищал Рим в 87 году). Гортал, несмотря на свою молодость, стал главным защитником, и, в конце концов, был вынесен оправдательный приговор (86 год до н. э.).
Тем временем Сулла заключил мир с Митридатом и начал подготовку к высадке в Италии и новой гражданской войне. В историографии есть мнение, что в составе римской правящей элиты в те годы существовала влиятельная группа центристов, выступавшая за компромисс между враждующими «партиями». К этой группе во главе с Луцием Валерием Флакком причисляют и Квинта Гортензия. Когда стало ясно, что открытый конфликт неизбежен, центристы, включая Гортала, один за другим перешли на сторону Суллы. При этом впоследствии, по словам Марка Туллия Цицерона, Квинт Гортензий «не раз ставил себе в заслугу, что он никогда не участвовал в гражданской войне».

### Карьера оратора (82—70 годы до н. э.)
После разгрома марианской партии исчезли ограничения для политической и общественной деятельности Квинта Гортензия. В 81 году до н. э. он выступил обвинителем в процессе Публия Квинкция: некто Секст Невий претендовал на земельные владения Квинкция в Нарбонской Галлии, утверждая, что тот — его должник. Вторым представителем Секста Невия был Луций Марций Филипп, а в роли защитника в суде выступил 25-летний Марк Туллий Цицерон, тогда только начинавший свою карьеру. Текст речи Цицерона в защиту Квинкция сохранился; в этой речи оратор демонстрирует по отношению к Горталу крайнюю почтительность, через которую проглядывает ирония. Источники не сообщают о том, чем закончился процесс, но принято считать, что его выиграла защита и что в результате Цицерон как оратор стал серьёзным конкурентом Квинта Гортензия.
Именно Гортала мог иметь в виду Аппиан, рассказывая, что во время похорон Суллы (78 год до н. э.) речь над телом произнёс «лучший из тогдашних ораторов». Впрочем, здесь может идти речь и о Луции Марции Филиппе, причём Ф. Мюнцер считает этот вариант более вероятным в силу высокого ранга Луция Марция (он тогда был консуляром и цензорием, то есть бывшим цензором). Квинт Гортензий же в те времена только начал своё движение по cursus honorum.
Предположительно в 77 году до н. э. Гортал принял участие в резонансном судебном процессе Гнея Корнелия Долабеллы. Этот нобиль, один из видных сторонников Суллы, был обвинён Гаем Юлием Цезарем в злоупотреблении властью во время наместничества в Македонии; Квинт Гортензий стал одним из защитников наряду с Гаем Аврелием Коттой. О процессе мало что известно, но А. Егоров предполагает, что он был сопоставим по масштабу и общественной значимости с делом Верреса. У Авла Геллия упоминается «первая речь» Цезаря, так что судебный сессий было как минимум несколько. В конце концов Долабелла был оправдан. Примерно тогда же состоялся и процесс Марка Канулея, в котором Гортал тоже участвовал вместе с Коттой. Последний по возвращении из изгнания в 82 году до н. э. вернул себе позиции лучшего оратора Рима, но по результатам этих двух процессов Квинт Гортензий стал равным ему.
Последующие годы (до 70 года до н. э.) стали для Гортала временем высшей ораторской славы (к тому же Гай Котта умер в 74 или 73 году). Он участвовал в ряде судебных процессов и, по-видимому, неизменно одерживал победы, но сохранилось очень мало конкретной информации об этом этапе его жизни. Асконий Педиан сообщает, что он участвовал в процессе претория (бывшего претора) Гнея Корнелия Долабеллы, но здесь могла произойти простая путаница из-за идентичности имён двух подсудимых, претория и консуляра. К тому же Цицерон обязательно упомянул бы эту историю в своей первой речи против Гая Верреса, поскольку последний давал показания против Долабеллы. Предположительно в 74 году до н. э. Гортал вместе с Гаем Скрибонием Курионом и своим шурином Квинтом Лутацием Катулом Капитолином выдвинул обвинение против бывшего народного трибуна Квинта Опимия и добился его осуждения. Цицерон позже изобразил это судебное дело как месть сенатской олигархии Опимию за его попытку отменить установления Суллы.
Квинт Гортензий мог быть обвинителем Теренция Варрона, родственника Цицерона; в те же годы или несколько ранее он вёл дело против Тита Тинки из Плаценции. Согласно Цицерону, Гортал имел большое влияние на судейскую коллегию и контролировал подачу ими голосов, используя цветные восковые таблички вместо обычных: благодаря этому он мог убедиться в том, что судьи при тайном голосовании сделали нужный ему выбор между absolvo («оправдываю») и condemno («обвиняю»).

### Процесс Верреса
В течение всей жизни Квинт Гортензий принадлежал к сенатской олигархии, защищая в суде отдельных её представителей и выступая против реформаторов (например, Квинта Опимия). Соответственно и в 70 году до н. э., когда Цицерон нашёл доказательства коррупции в высших кругах и выдвинул обвинение против экс-наместника Сицилии Гая Верреса, Гортензий стал защитником последнего. Гортала и Верреса связывала старая дружба; по словам Цицерона, усадьбу Квинта Гортензия украшали произведения искусства, присланные из Сицилии. Но Гортал взялся за это дело не только из дружбы, но и за большой гонорар, поскольку Веррес за время наместничества стал обладателем огромного богатства.
Защитник начал это дело с уловок: он нашёл подставного обвинителя, Квинта Цецилия Нигра. Этот человек ранее был квестором Верреса и должен был развалить дело. Состоялся специальный процесс о дивинации (лат. divinatio — «предсказание»), в ходе которого Цицерон и Нигер боролись за статус обвинителя. Одним из главных аргументов Цицерона стало указание на то, что Квинт Цецилий вне зависимости от его истинных намерений не готов противостоять столь выдающемуся оратору, каким был Квинт Гортензий.

…Заранее воображаю, как натешится, как вволю насмеётся он над тобою, Цецилий! Сколько раз предоставит он тебе свободно выбрать одно из двух: — считать факт совершившимся или не совершившимся, объявить утверждение правдой или ложью — и докажет тебе, что, на чём бы ни остановился твой выбор, всё будет против тебя. Трудно представить, сколько мучений придется вынести, в каких потемках бродить тебе… Посмотри-ка, как он примется делить твое обвинение по частям и считать по пальцам отдельные пункты твоей речи; как он покончит с одним, разобьёт другой, опровергнет третий! Тогда самого тебя возьмёт, без сомнения, страх, что ты оклеветал невинного.
— Марк Туллий Цицерон. О дивинации Квинта Цецилия, 45.

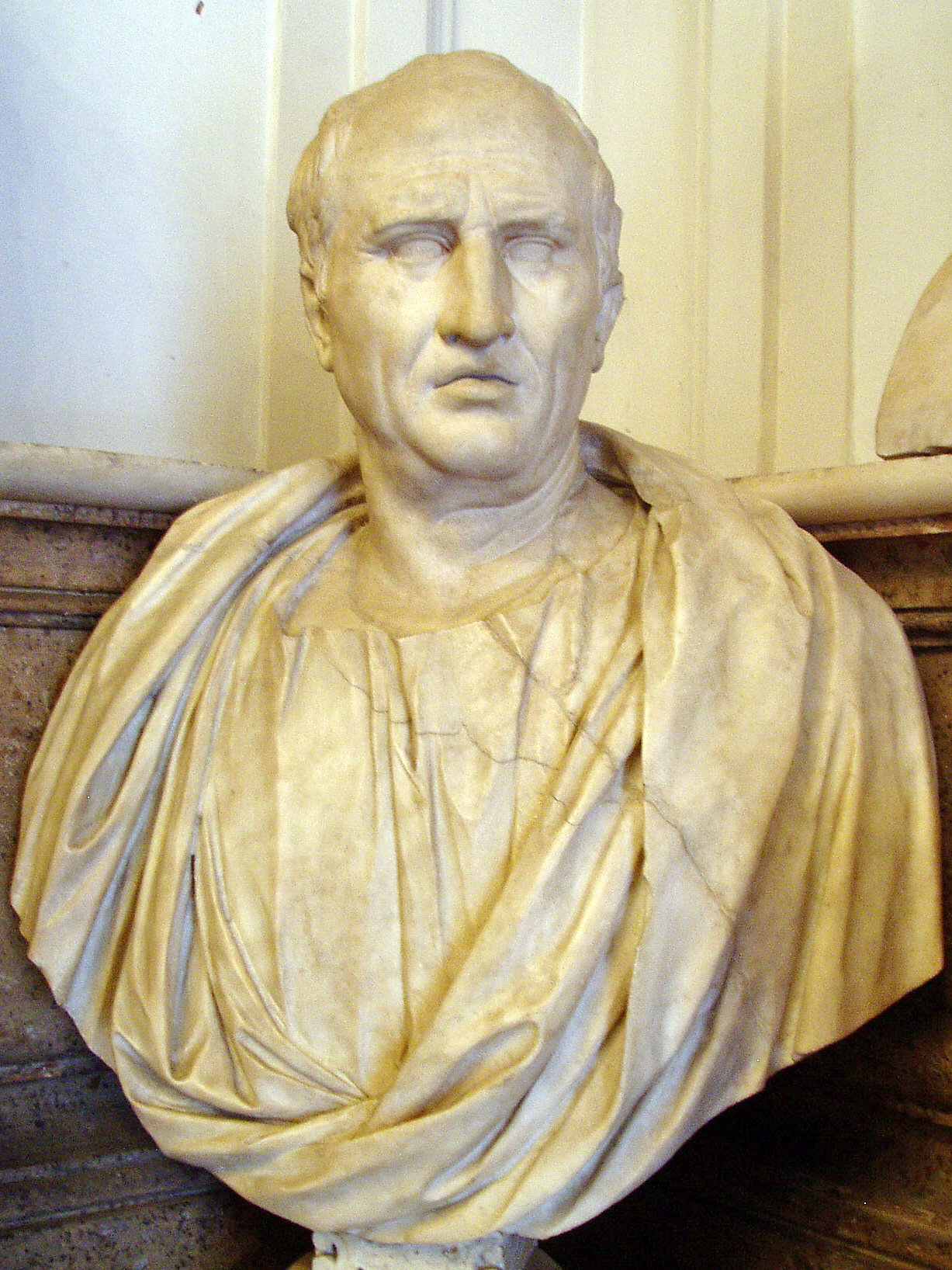
Марк Туллий Цицерон. Бюст из Капитолийских музеев в Риме

В той же речи Цицерон бросил Квинту Гортензию открытый вызов, заявив: «Я охотно воздаю хвалу его таланту, но не боюсь его». И далее: «Пусть он не надеется, если процесс будет поручено вести мне, подкупить судей без большой опасности для многих». Судьи назначили обвинителем Цицерона (январь 70 года до н. э.). Тогда Гортал начал затягивать процесс, рассчитывая оттянуть начало рассмотрения дела до следующего года, когда он сам должен был получить консулат, а председателем суда должен был стать Марк Цецилий Метелл, ещё один друг Верреса. Для этого Квинт Гортензий организовал процесс против наместника Македонии (его имя неизвестно). В результате начало суда над Верресом было перенесено с мая на август 70 года. Гортал рассчитывал, что после первой сессии дело будет возвращено на доследование, а это практически гарантировало успех, поскольку почти всю осень в Риме шли разнообразные общественные игры.
Но защита проиграла процесс в самом начале. Цицерон, произнеся короткую речь, в течение восьми дней представлял суду свидетелей, и их показания сделали очевидной вину Верреса в многочисленных злоупотреблениях властью. Квинт Гортензий при допросе всех свидетелей молчал и высказался только один раз, назвав Артемона из Центурип «обвинителем, а не свидетелем». Из этого Цицерон во всеуслышание сделал вывод, что защите нечего сказать. Позже Марк Туллий вспоминал, что «мощным натиском» он «сбил противника со всех позиций», так что Гортал не решился высказаться и посоветовал своему клиенту удалиться в изгнание, не дожидаясь ни приговора, ни даже второй сессии. Тот уехал в Массилию.
Процесс Верреса стал для Квинта Гортензия безусловным поражением. В результате Гортал потерял положение первого оратора Рима, уступив лидерство Цицерону.

### Политическая карьера
Благодаря упоминаниям в двух речах Цицерона известно, что Гортал прошёл через квестуру, но точная дата неизвестна (по одной из версий, до 78 года до н. э.). Эдилом Квинт Гортензий был в 75 году до н. э., в возрасте 39 лет, и отсюда историки делают вывод, что он получал магистратуры не «в свой год» (suo anno), согласно Корнелиеву закону, а с некоторым опозданием. Во время эдилитета Гортал организовал для народа игры, которые античные авторы называют «великолепными», и раздачу зерна — по полтора модия каждому гражданину. Этим он заслужил благодарность плебса, поскольку в 75 году до н. э. хлеб был очень дорог. Но были и негативные моменты: позже Цицерон обвинил Квинта Гортензия в том, что он, нуждаясь в произведениях искусства, «брал их из городов… союзников и друзей будто бы на четыре дня, под предлогом празднования своего эдилитета, чтобы затем увезти их в свой дом и в свои усадьбы».
В 72 году до н. э. Гортал занимал должность претора и в этом качестве председательствовал в судах. Спустя положенное по закону время, в 70 году до н. э., он выдвинул свою кандидатуру в консулы и победил в паре с ещё одним плебеем, Квинтом Цецилием Метеллом; его обвиняли в подкупе избирателей, но для той эпохи это было обычным делом. После вступления в должность Квинт Гортензий получил в качестве провинции Македонию, и предполагалось, что он будет командовать в войне с критскими пиратами, но Гортал отказался от провинции в пользу коллеги и остался в Риме. По словам Цицерона, он «умерил то необыкновенное рвение, которое пылало в нём с детства, и захотел, наконец, насладиться изобилием всех благ: пожить счастливее, как он надеялся, и, во всяком случае, пожить более беззаботно». По мнению Диона Кассия, Квинт Гортензий не хотел оставлять без своего контроля суды, через которые он влиял на политику. В любом случае консульство Квинта Гортензия не было отмечено чем-либо выдающимся.

### 60-е годы до н. э.
В период жизни после консулата Квинт Гортензий принадлежал к числу наиболее влиятельных и наиболее богатых римлян. Ему принадлежал дом в самом престижном районе Рима, на Палатине; правда, Светоний называет этот дом скромным, «не примечательным ни размером, ни убранством». В начале гражданской войны помпеянец Луций Корнелий Лентул Крус добился от Помпея обещания, что это здание отойдёт ему после победы. Позже в доме Гортензия жил Август. Кроме того, у Гортала был ряд вилл — у Флументанских ворот, в районе городов Лаврент (с большим зверинцем), Бавлы (с садками для рыбы) и Тускул — и земельные владения в Путеоли, Пицене и стране сабинов.
Вся эта собственность приносила хороший доход, и благодаря этому Квинт Гортензий мог тратить большие суммы на предметы искусства и на повседневную роскошь. Известно, что он поливал вином свои платаны; именно Гортал на авгурском обеде впервые подал на стол мясо павлинов, ставшее после этого едой гурманов; в своих прудах он разводил рыбу ценных пород, и современники упрекали его в том, что своими муренами он интересуется больше, чем проблемами Республики.
В последние 18 лет своей жизни (68—50 годы до н. э.) Квинт Гортензий ненадолго возвращался в политику, только если возникала крайняя необходимость защитить права нобилитета (по выражению Цицерона, он «скрылся из виду»). Вместе со своим шурином, Катулом Капитолином, он выступал против законов о предоставлении Гнею Помпею Великому империев для войны с пиратами в 67 году и Митридатом в 66 году (Lex Gabinia и Lex Manilia соответственно). Тем не менее, оба закона были приняты. В 65 году Гортал участвовал как свидетель обвинения в процессе Гая Корнелия. Этот политик был народным трибуном в 67 году до н. э. и противником сената; в 65 году его привлекли к суду за «оскорбление величия римского народа», а точнее за то, что он прочёл с трибуны текст своего законопроекта вопреки вето коллеги. На стороне обвинения были Катул, Квинт Цецилий Метелл Пий, Марк Теренций Варрон Лукулл, Маний Эмилий Лепид, а защитником был Марк Туллий Цицерон, добившийся оправдания.
В том же году Квинт Гортензий принимал участие в сенатском расследовании относительно событий, впоследствии известных как «первый заговор» Катилины. Публия Корнелия Суллу, которого обвиняли в причастности к этому заговору, Гортал спустя три года поддержал в суде, и тот был оправдан. Начиная с консулата Цицерона (63 год до н. э.) Квинт Гортензий регулярно выступал в судах, причём неизменно вместе с Марком Туллием; произносить заключительную речь, считавшуюся самой важной, он предоставлял коллеге. В 63 году до н. э. Гортал и Цицерон защищали Луция Варгунтея, обвинённого «в незаконном домогательстве должности», и Гая Рабирия, участвовавшего в убийстве популяра Луция Аппулея Сатурнина в 100 году. Рабирий был обвинён в убийстве без суда римского гражданина, причём обвинитель Тит Лабиен действовал в интересах начинавшего тогда свою карьеру Гая Юлия Цезаря; народное собрание склонялось в пользу Лабиена, но до приговора дело так и не дошло.
В конце года, уже после того, как был раскрыт заговор Катилины, Гортал совместно с Цицероном и Марком Лицинием Крассом защищал Луция Лициния Мурену, обвинённого Марком Порцием Катоном в подкупе избирателей. Мурена был оправдан. В борьбе против катилинариев, являвшихся врагами всего нобилитета, Квинт Гортензий снова поддержал Цицерона.

### 50-е годы до н. э.
После смерти Катула Капитолина, наступившей в 61 или 60 году до н. э., «партия» оптиматов фактически осталась без вождя. Но и это не заставило Квинта Гортензия более активно заниматься политикой. Он по-прежнему выступал в суде. Так, в конце 60 года до н. э. он защищал некоего Валерия, о котором больше ничего не известно, и добился его оправдания. Цицерон сообщает, что этот суд считали уступкой консулу того года Луцию Афранию. В 59 году Гортал совместно с Цицероном защищал Луция Валерия Флакка, обвинённого в злоупотреблении властью во время наместничества в Азии. Квинт Гортензий говорил речь первым и постарался доказать несостоятельность обвинения, тогда как Цицерон заявил о том, что обвинение сфабриковано политическими противниками Флакка. В результате был вынесен оправдательный приговор.

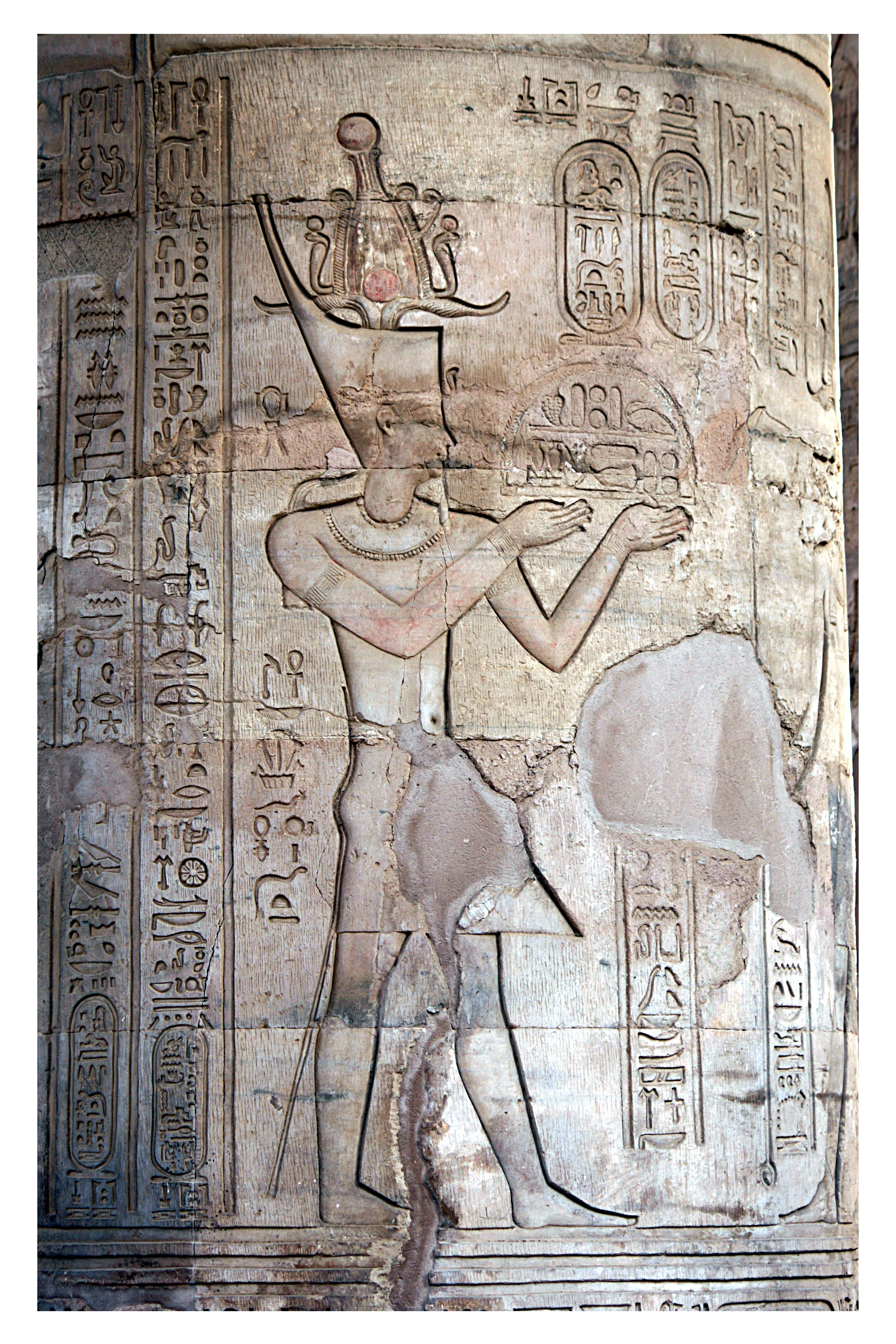
Изображение царя Птолемея XII Авлета в храме в Ком-Омбо

В 58 году до н. э. фигурантом судебного процесса стал Цицерон: народный трибун Публий Клодий Пульхр обвинил его в убийстве без суда римских граждан, имея в виду казнь катилинариев. Квинт Гортензий поддержал Цицерона и едва не погиб в ходе начавшихся беспорядков; сопровождавшего его сенатора Гая Вибиена толпа сторонников Клодия избила так, что тот вскоре скончался .
В 56 году до н. э. Гортал принял активное участие в дебатах о том, как именно помочь египетскому царю Птолемею XII Авлету вернуться на престол. Триумвиры добивались того, чтобы в Египет направили Гнея Помпея во главе армии; Марк Кальпурний Бибул предложил поручить восстановление Авлета на престоле не армии, а трём послам, причём выбрать на эту роль частных лиц; а Квинт Гортензий и Луций Лициний Лукулл предлагали поручить эту миссию наместнику Киликии Публию Корнелию Лентулу Спинтеру — причём тоже без армии. В конце концов, царь понял, что ничего не добьётся, и уехал из Рима.
Параллельно шли судебные процессы с участием Гортала. В марте 56 года до н. э. он совместно с Цицероном и Крассом защищал Публия Сестия, обвинённого в насильственных действиях и незаконной борьбе за власть; тот был оправдан. Летом 54 года Квинт Гортензий защищал некоего Процилия (и проиграл дело), потом совместно с Цицероном Марка Эмилия Скавра и Гнея Планция. В этих случаях приговор был оправдательным. В 52 году до н. э. Гортал был одним из судей во время процесса Тита Анния Милона, организовавшего убийство Публия Клодия.
«Поистине, смерть Гортензия была счастливой: он не дожил до того, что так ясно предвидел заранее. Ибо мы с ним часто оплакивали между собой грозящие беды, наблюдая, как честолюбие частных лиц увлекает нас к гражданской войне и как надежда на мир ускользает от общественного мненья. Но его удача, которая сопутствовала ему всю жизнь, на этот раз в виде своевременной смерти спасла его от всех последовавших затем несчастий».
Последние годы жизни Квинта Гортензия были омрачены конфликтом со старшим сыном. Гортал хотел даже сделать своим наследником племянника, Марка Валерия Мессалу Руфа, но в конце концов отказался от этого намерения. Мессалу в 51 году до н. э. обвинили в нарушениях во время избирательной кампании, но Квинт Гортензий добился его оправдания. В Риме все были уверены, что Мессала виновен; в результате Гортензия впервые в его жизни освистала публика в театре Куриона. В последний раз Гортал выступил с речью на процессе Аппия Клавдия Пульхра 5 апреля 50 года до н. э.: он был защитником вместе с зятем Пульхра, Марком Юнием Брутом. В июне того же года Квинт Гортензий скончался. Античные авторы считали большой удачей тот факт, что он умер прежде, чем в Риме начался очередной виток гражданских войн.

## Квинт Гортензий как оратор
О речах Квинта Гортензия можно судить только на основании трактатов Цицерона, поскольку не сохранилось ничего, кроме трёх коротких цитат. Гортала относят к приверженцам азианизма — виртуозного ритмического стиля, для которого были характерны пышность, патетика, обширные периоды, сложная игра слов. По данным Цицерона, Квинт Гортензий блистал в обоих видах азианизма: «Один вид — полный отрывистых мыслей и острых слов, причём мысли эти отличаются не столько глубиной и важностью, сколько благозвучием и приятностью… Второй вид — не столь обильный мыслями, зато катящий слова стремительно и быстро, причём в этом потоке речи слова льются и пышные и изящные». Представителям старшего поколения красноречие Гортала не нравилось; например, Цицерон не раз видел гнев и негодование на лице Луция Марция Филиппа, когда тот слушал Гортензия. А молодые люди приходили от такого стиля в восторг.
Добиться успеха Горталу помогали его страсть к красноречию (он выступал и совершенствовал свои умения каждый день), прекрасная память, благодаря которой он без записей запоминал всё необходимое, звучный и приятный голос. В его «осанке и движениях было даже больше искусства, чем это требовалось оратору»: он очень продуманно одевался, очень выразительно жестикулировал, и многие сравнивали его с лицедеем. Лучшие актёры той эпохи, Квинт Росций Галл и Клодий Эзоп, приходили на его выступления, чтобы поучиться. При всём этом красноречию Гортала, по словам Цицерона, не хватало «силы и внушительности», и оно подходило только молодому оратору. Когда Гортензий достиг зрелого возраста, но ничего не изменил в своём ораторском стиле и прекратил самосовершенствоваться, он перестал пользоваться успехом.
Отдельные речи публиковались, но античные авторы признают, что Гортал писал хуже, чем говорил. Веллей Патеркул упоминает его «Анналы» (в частности, там очень ярко описывались заслуги прадеда историка во время Союзнической войны); предположительно, это был стихотворный эпос в эллинистическом духе. Вообще Квинт Гортензий был очень образованным человеком, принадлежавшим к эллинской культуре.

## Семья
Первым браком Квинт Гортензий был женат на Лутации, дочери Квинта Лутация Катула. По матери она была внучкой Квинта Сервилия Цепиона, консула 140 года до н. э., известного как организатор убийства вождя лузитанов Вириата. В этом браке родились двое детей. Сын, Квинт Гортензий, был цезарианцем и занимал должность претора в 45 году до н. э., но позже поддержал убийц Цезаря и пал в битве при Филиппах. Дочь, Гортензия, в 42 году до н. э. выступала против обложения дополнительным налогом богатых римских матрон и добилась отмены части из них. Она могла быть женой Квинта Сервилия Цепиона, приёмного отца Марка Юния Брута.
Известно, что, будучи уже в зрелом возрасте, Квинт Гортензий обратился к Марку Порцию Катону с просьбой дать ему в жёны дочь, которая на тот момент уже была женой Марка Кальпурния Бибула и матерью двух детей.

По избитым человеческим понятиям, правда, нелепо, продолжал он, но зато согласно с природою и полезно для государства, чтобы женщина в расцвете лет и сил и не пустовала, подавив в себе способность к деторождению, и не рождала больше, чем нужно, непосильно обременяя и разоряя супруга, но чтобы право на потомство принадлежало всем достойным людям сообща, — нравственные качества тогда щедро умножатся и разольются в изобилии по всем родам и семьям, а государство благодаря этим связям надежно сплотится изнутри. Впрочем, если Бибул привязан к жене, он, Гортензий, вернет её сразу после родов, когда через общих детей сделается ещё ближе и самому Бибулу и Катону.
— Плутарх. Катон Младший, 25.
Катон на это ответил, что любит Гортала и был бы рад с ним породниться, но просить у него дочь, которая замужем за другим человеком, — это всё-таки странно. Тогда Квинт Гортензий раскрыл свои намерения: он попросил, чтобы Катон отдал ему свою жену, Марцию. Эта матрона была дочерью Луция Марция Филиппа, консула 56 года до н. э., и сводной сестрой Гая Октавия, который уже после смерти Квинта Гортензия стал приёмным сыном Гая Юлия Цезаря. На тот момент она ждала ребёнка; тем не менее Катон, получив одобрение тестя, дал Марции развод и выдал её за Квинта Гортензия. По завещанию Гортала она получила большое состояние, а после этого опять стала женой Катона. Гаю Юлию Цезарю это дало основания для обвинений, будто Катон «с самого начала хотел поймать Гортензия на эту приманку и ссудил ему Марцию молодой, чтобы получить назад богатой».
Источники не сообщают о каких-либо детях Квинта Гортензия от второго брака. При этом у Тацита упоминается внук оратора Марк Гортал, просивший в 16 году н. э. Тиберия о финансовой помощи, а в одном из уцелевших фрагментов фастов арвальских братьев фигурирует некто Марций Гортал, претор по делам иностранцев в 25 году н. э. В историографии существует предположение, что это один и тот же человек, отцом которого мог быть сын Квинта Гортензия от второго брака. Отец Марка/Марция, рано осиротев, мог быть усыновлён своим дедом по матери Луцием Марцием Филиппом.

## Оценки личности и деятельности
Информация о Квинте Гортензии сохранилась, главным образом, в составе различных произведений Цицерона. При этом отношения между двумя ораторами были достаточно сложными. До 70 года до н. э. они были открытыми соперниками, а в дальнейшем перешли к сотрудничеству и формальной дружбе, но, например, поведение Гортала в 58—57 годах до н. э., во время противостояния с Клодием, Цицерон считал предательством. Тогда Марку Туллию пришлось уйти в изгнание, и он не получил от сенаторов, включая Квинта Гортензия, поддержку, на которую надеялся. Позже друг Цицерона Тит Помпоний Аттик советовал ему написать сочинение о Гортале, но содержание этой работы, если она действительно была написана, остаётся неизвестным.
Несмотря на сложные взаимоотношения, Цицерон всегда признавал Квинта Гортензия выдающимся человеком. В одной из своих речей он говорит, что Гортал обладал «величайшими достоинствами, почётным положением, богатством, мужеством и дарованием». На вилле Квинта у города Бавлы происходит действие трактата «Учение академиков», и сам Гортал является одним из главных героев этого диалога в качестве противника философии и защитника красноречия. Свою историю ораторского искусства в Риме, изложенную в трактате «Брут», Цицерон выстроил таким образом, что он сам и Квинт Гортензий оказывались двумя последними выдающимися ораторами, говорившими на латыни.
Вслед за Марком Туллием о Гортале восторженно отзывались и другие античные авторы. Валерий Максим пишет, что Квинт Гортензий «за свой авторитет и красноречие» занял первое место «в обильном урожае блистательных и выдающихся граждан». Корнелий Непот называет Квинта лучшим оратором Рима, Веллей Патеркул поставил его вместе с Цицероном во главе списка «выдающихся талантов». Известно, что портрет Гортала висел в палатинском дворце императора Тиберия среди изображений ораторов.
Сохранилось послание к нему Катулла (№65): К Гортензию Горталу.

### Исследования
1. Альбрехт М. История римской литературы. — М.: Греко-латинский кабинет, 2002. — Т. I. — 704 с. — ISBN 5-87245-092-3.
2. Бобровникова Т. Цицерон. — М.: «Молодая гвардия», 2006. — 532 с. — (Жизнь замечательных людей (ЖЗЛ)). — ISBN 5-235-02933-X.
3. Грималь П. Цицерон. — М.: «Молодая гвардия», 1991. — 544 с. — ISBN 5-235-01060-4.
4. Егоров А. Юлий Цезарь. Политическая биография. — СПб.: Нестор-История, 2014. — 548 с. — ISBN 978-5-4469-0389-4.
5. Каретникова В. Соискание магистратских должностей в Римской Республике III—I вв. до н. э.. — Ярославль, 2011. — 250 с.
6. Кравчук А. Закат Птолемеев. — М.: «Наука», 1973. — 216 с.
7. Утченко С. Юлий Цезарь. — М.: «Мысль», 1976. — 365 с.
8. Briscoe J. The Grandson of Hortensius // Zeitschrift für Papyrologie und Epigraphik (ZPE). — 1993. — Т. XCV. — С. 249—250.
9. Кeaveney A. Who were the Sullani? // Klio. — 1984. — Т. LXVI. — С. 114—150.
10. Broughton R. The Magistrates of The Roman Republic / Patterson M. — New York: The American Philological Association, 1952. — Vol. II. — P. 558. — ISBN 9780891308126.
11. Klebs E. Aurelius 96 // Paulys Realencyclopädie der classischen Altertumswissenschaft (RE). — 1896. — Bd. II, 2. — Kol. 2482—2483.
12. Münzer F. Hortensius // Paulys Realencyclopädie der classischen Altertumswissenschaft (RE). — 1913. — Bd. VIII, 2. — Kol. 2465.
13. Münzer F. Hortensius 2 // RE. — 1913. — Bd. VIII, 2. — Kol. 2465—2466.
14. Münzer F. Hortensius 4 // RE. — 1913. — Bd. VIII, 2. — Kol. 2466.
15. Münzer F. Hortensius 5 // RE. — 1913. — Bd. VIII, 2. — Kol. 2466.
16. Münzer F. Hortensius 6 // RE. — 1913. — Bd. VIII, 2. — Kol. 2466—2467.
17. Münzer F. Hortensius 8 // RE. — 1913. — Bd. VIII, 2. — Kol. 2468—2469.
18. Münzer F. Hortensius 10 // RE. — 1913. — Bd. VIII, 2. — Kol. 2469.
19. Münzer F. Hortensius 13 // RE. — 1913. — Bd. VIII, 2. — Kol. 2470—2481.
20. Münzer F. Hortensius 15 // RE. — 1913. — Bd. VIII, 2. — Kol. 2481.
21. Münzer F. Hortensius 16 // RE. — 1913. — Bd. VIII, 2. — Kol. 2481—2482.
22. Münzer F. Lutatius 7 // RE. — 1942. — Bd. XIII, 2. — Kol. 2072—2082.
23. Münzer F. Marcius 75 // RE. — 1930. — Bd. IV. — Kol. 1562—1568.
24. Münzer F. Opimius 11 // RE. — 1939. — Bd. XVIII, 1. — Kol. 680.
25. Seager R. Pompey the Great: a political biography. — Oxford: Blackwell, 2002. — 176 с.
26. Wiseman T. The New Men in The Roman Senate: 139 B.C.—A.D. 14. — London : Oxford University Press, 1971. — Kol. 325. — ISBN 978-0198147138.
27. Sumner G. Orators in Cicero's Brutus: prosopography and  chronology. — Toronto: University of Toronto Press, 1973. — 197 с. — ISBN 9780802052810.
28. Alexander M. Charles. The Trials in The Late Roman Republic, 149 B.C. to 50 B.C. — Phoenix. — Toronto : University of Toronto Press, 1990. — Kol. 251. — ISBN 0-8020-5787-X.
29. Gruen E. S. The Last Generation of The Roman Republic. — Berkeley: University of California Press, 1995. — 596 с. — ISBN 978-0520201538.
30. Díaz Fernández A., Pina Polo F. The Quaestorship in The Roman Republic. — KLIO / Beihefte. Neue Folge. — Berlin/Boston: Walter de Gruyter, 2019. — Bd. XXXI. — P. 386. — ISBN 978-3-11-066341-9.